# Università della California - Irvine
L'Università della California - Irvine (conosciuta anche come UCI o UC Irvine) è stata fondata nel 1965 nella contea di Orange, California, negli Stati Uniti.

## Struttura
Il campus principale si trova nella città di Irvine, mentre la scuola di medicina (ospedale affiliato) si trova nella città di Orange.